# Monika Grochowska
Monika Grochowska (ur. 1981) – polska scenarzystka, kuratorka, menedżerka kultury, reżyserka, producentka projektów artystycznych i społecznych; absolwentka Wydziału Wiedzy o Teatrze Akademii Teatralnej im. A. Zelwerowicza w Warszawie.
Jej siostrą jest aktorka Agnieszka Grochowska.

## Projekty autorskie
Do jednych z najbardziej znanych i nagradzanych akcji należą m.in. „Retransmisja” – akcja poświęcona starości (nagroda Nocne Marki);  „Lirykożercy. Herbert” – projekt inaugurujący Rok Herbertowski; „Co Złego to my” – instalacja w podziemiach Hotelu Europejskiego oraz jej kontynuacja „Okólnik. Co Złego to my vol. 2” w Bibliotece Ordynacji Krasińskich, „Dancing” w Kinie Iluzjon w ramach Festiwalu „Niewinni czarodzieje” (nagroda Wdecha), „org.gródek”– budowa labiryntu z kukurydzy wraz z mieszkańcami bloku na warszawskim Targówku.
W 2006 roku współscenarzystka i producentka spektaklu multimedialnego „Gwiazdy spadają w sierpniu. Montaż na słowa i pamięć.” w reżyserii Marcina Libera, prezentowanego w 62. rocznicę wybuchu Powstania Warszawskiego. Spektakl rozpoczął tradycję prezentowania o północy przedstawień na kolejne rocznice wybuchu Powstania. Jako kuratorka i producentka przez pierwsze lata współtworzyła ten cykl dla Muzeum Powstania Warszawskiego. Dla Muzeum Powstania przygotowywała również  działania artystyczne w ramach kolejny edycji festiwalu "Niewinni czarodzieje".
W 2009 współscenarzystka (także autorka nazwy) wraz z Hanną Nowak-Radziejowską pierwszej edycji festiwalu „4 czerwca. Wyłącz system” – stworzonego w 20. rocznicę pierwszych wolnych wyborów w Polsce dla Domu Spotkań z Historią (nagroda Nocne Marki). Autorka pomysłu na FIESTĘ, odbywającą się corocznie w ramach festiwalu, którego ideą było upamiętnienie i uczczenie w radosny sposób wyborów 1989 roku.
W 2012 współautorka wraz z Hanną Nowak-Radziejowską akcji: w „Blokach Startowych”, „Odzyskiwanie → Targówek Fabryczny” oraz „Wisła płynie” realizowanego w ramach Festiwalu „Przemiany” Centrum Nauki Kopernik.
Akcja „Odzyskiwanie → Targówek Fabryczny” została opisana w wydanym w 2012 roku albumie „Warszawa. Architekci, projektanci, aktywiści o swoim mieście” Agnieszki Kowalskiej. Projekt był działaniem artystyczno-społecznym, w ramach którego powstały na Targówku Fabrycznym m.in.: plaża wraz z kinem plenerowym,  szlak rowerowy z audioprzewodnikiem i mural na rurach ciepłowniczych. Działania były realizowane całkowicie z pieniędzy prywatnych firm.
W ciągu ostatnich lat współpracowała z wieloma instytucjami kultury, organizacjami pozarządowymi, festiwalami oraz urzędami tworząc zarówno swoje autorskie projekty lub pracując jako scenarzystka i ekspertka - tworząc formaty cyklicznych akcji, festiwali. Wiele z realizowanych przez autorkę działań artystycznych ma charakter społeczny i partycypacyjny. 
Od 2015 roku realizowała projekt "Krąg opowiadaczy".  
W 2019 roku przygotowała projekt na otwarcie Instytutu Pileckiego w Berlinie "(Un)wanted Dreams" (NIE/chciane sny), podczas którego widzowie czytali sny byłych więźniów obozu koncentracyjnego  Auschwitz. 

## Praca w  teatrze
Od 2003 pracowała w wielu warszawskich teatrach m.in.: 
- TR Warszawa – producentka spektakli w ramach cyklu TEREN WARSZAWA;
- Nowy Teatr – kuratorka[9];
- Teatr Narodowy – w latach 2005-2007 koordynatorka pracy Studia Dramatu[10][11];
- Teatr Dramatyczny im. G. Holoubka – w 2008 roku producentka i współautorka wraz Dorotą Sajewską, Pawłem Miśkiewiczem i Katarzyną Szustow Międzynarodowego Festiwalu Teatralnego WARSZAWA CENTRALNA[12], członiki rady programowej Teatru.

W 2010 roku kuratorka „Nowych Sytuacji” w ramach Międzynarodowego Festiwalu Teatralnego MALTA.

## Inna aktywność zawodowa
W 2009-2012 współzałożycielka i właścicielka Bistro na Stalowej na warszawskiej Pradze. Bistro zapoczątkowało modę na jedzenie przy dużym, wspólnym stole.  Założeniem takiego wystroju było sprawienie, aby spotykali się przy nim mieszkańcy prawo- i lewobrzeżnej Warszawy.
Autorka wideoinstalacji m.in.: „4 minuty do...”, „Męska rzecz”, „Herbert”.
W 2011-2012 prowadząca program w cyklu filmów edukacyjnych realizowanych dla NInA pt. „Muzykoteka” w reżyserii Piotra Stasika.
W 2011 gościnnie wystąpiła jako Mańka na płycie Projektu WARSZAWIAK w balladzie o Felku Zdankiewiczu.
W 2014-2015 roku napisała wraz z Krzysztofem Rzączyńskim scenariusz filmu fabularnego pt. „Powrót.” (realizacja - 2016 r.)
W 2015 roku autorka scenariusza wydarzeń na Noc Muzeów dla Muzeum Warszawy pt. „Anatomia Warszawska”.
W 2015-2016 w ramach Stypendium MKIDN realizuje autorski projekt pt. „Krąg opowiadaczy.”
Od 2017 roku menedżerka w Instytucie Adama Mickiewicza, gdzie stworzyła nową formułę programu i kierowała zespołem Open Poland.  
Od kwietnia 2019 do września 2020 pełniła funkcję zastępca dyrektora Instytutu. 

## Stypendia i nagrody
W 2007 otrzymała od rektora Akademii Teatralnej im. Aleksandra Zelwerowicza „Nagrodę za najlepsze osiągnięcia zawodowe 3 lata po studiach”.
W latach 2008 i 2015 stypendystka Ministerstwa Kultury i Dziedzictwa Narodowego.